# Jaén Fútbol Sala "B"
El Jaén Fútbol Sala "B" es el equipo filial del Jaén Paraíso Interior. Fue fundado en 2011 y después refundado en 2014. Milita actualmente en la Segunda B.

## Historia
El equipo filial del Jaén Fútbol Sala pasó a competir en categoría sénior cuando el club consiguió suficiente dinero como para tener un equipo "B" que luchase por estar en lo más alto y conseguir un hipotético ascenso a categoría nacional, es decir, que no sólo sirviese para formar jugadores, sino que pudiese jugar más allá de la provincia de Jaén.
Para la temporada 2011/12, el club decidió crear un equipo filial. Empezó en la que era la categoría de menor nivel de la época, la Primera Provincial de Jaén, donde terminó 11.º en una liga de 16 equipos. Tras no obtener los resultados esperados el proyecto del equipo filial se canceló temporalmente.
El equipo filial que conocemos hoy en día, se fundó en 2014 y empezó en, la categoría más baja, la Segunda Andaluza. En esta categoría debuta ganando el título de liga y consigue el ascenso directo a Primera Andaluza. Aquí, consigue quedar segundo tras perder en la última jornada con el otro aspirante al título. Este subcampeonato no le permitía poder luchar por el ascenso a Tercera División, sin embargo, el campeón de liga, el Tito Candi C. D. renuncia a disputar el play-off de ascenso por lo que este puesto pasa al filial jiennense. En esta eliminatoria gana por un global de (11-3) al Atco. Huelin F. S. y consigue el ascenso a Tercera.
En la temporada 2017/18 hace su debut en la Tercera División, ocupando puestos altos y peleando el título de liga hasta las jornadas finales, donde cae a la 6.ª posición. La siguiente temporada, 2018/19, consigue ser campeón de liga del grupo 18 de Tercera División y jugar el play-off de ascenso con el campeón del grupo 17, el Nazareno Dos Hermanas, equipo al que doblega en el cómputo global de la eliminatoria jugada a ida y vuelta. Consiguiendo así el ascenso a la Segunda División B del fútbol sala español.
La temporada 2019/20 se estrena en la Segunda División B realizando un gran papel, consiguiendo su mejor clasificación al final de la primera vuelta, siendo 2.º. Durante toda la temporada, el equipo estuvo en los cuatro primeros puestos que daban derecho a jugar el play-off de ascenso a la Segunda División. Tras la 23.ª jornada cayó al quinto puesto, momento justo en el que se suspendió la competición por el Covid-19. 
Cabe destacar que el Jaén Paraíso Interior "B" juega la Copa Diputación desde su II edición, y no el primer equipo como sucedió en la I edición la cual ganó.

## Trayectoria
| Temporada | Nivel       | División             | Grupo       | Posición    | Puntos      | Promoción   | Promoción   | Copa(s)         | Copa(s)       |
| --------- | ----------- | -------------------- | ----------- | ----------- | ----------- | ----------- | ----------- | --------------- | ------------- |
| 2011-12   | 5           | Primera Provincial   | Jaén        | 11.º        | 26          |             |             |                 |               |
| 2011-15   | No compite. | No compite.          | No compite. | No compite. | No compite. | No compite. | No compite. | No compite.     | No compite.   |
| 2015-16   | 6           | Segunda Andaluza     | Jaén        | 1.º         | 63          |             |             | Copa Diputación | 1/8 de final  |
| 2016-17   | 5           | Primera Andaluza     | Jaén        | 2.º         | 30          | Ascenso     | Asciende    | Copa Diputación | Semifinalista |
| 2017-18   | 4           | Tercera División     | XVIII       | 6.º         | 48          |             |             | Copa Diputación | Subcampeón    |
| 2018-19   | 4           | Tercera División     | XVIII       | 1.º         | 80          | Ascenso     | Asciende    | Copa Diputación | Campeón       |
| 2019-20   | 3           | Segunda División "B" | V           | 5.º         | 37          |             |             |                 |               |
| 2020-21   | 3           | Segunda División "B" | V - A       | 6.º         | 23          |             |             | Copa Diputación | Campeón       |

## Palmarés

### Torneos nacionales
- Tercera División de España (1): 2018/2019.

### Torneos regionales
- Copa Presidente de la Diputación (2): 2019 y 2021.
- Subcampeón de Copa Presidente de la Diputación (1): 2018.
- Subcampeón de Segunda División de Andalucía (1): 2016/17.
- Tercera División de Andalucía (1): 2015/2016.